# 达马尔坦昂戈埃勒
达马尔坦昂戈埃勒（法語：Dammartin-en-Goële，法語發音：[damaʁtɛ̃ ɑ̃ ɡɔɛl] ⓘ 或 [damaʁtɛ̃ ɑ̃ ɡwal]，意为“在戈埃勒地区的达马尔坦”）是法国法蘭西島大區塞纳-马恩省的一个市镇，属于莫城区。2015年，查理週刊總部槍擊案的达马尔坦昂戈埃勒围攻发生在该地。 

## 地理
达马尔坦昂戈埃勒（49°3'15"N, 2°40'53"E）面积8.97 平方千米，位于法国法蘭西島大區塞纳-马恩省，位于巴黎市中心东北约30（19英里）处。
与达马尔坦昂戈埃勒接壤的市镇（或旧市镇、城区）包括：奥蒂斯、鲁夫尔、圣马尔、蒂约、埃沃、隆佩里耶。
达马尔坦昂戈埃勒的时区为UTC+01:00、UTC+02:00（夏令时）。

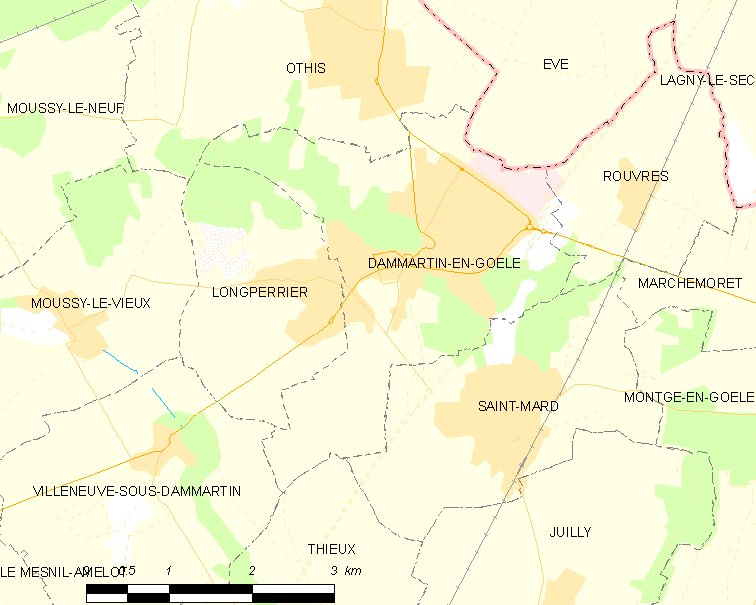
达马尔坦昂戈埃勒的OSM定位图

## 行政
达马尔坦昂戈埃勒的邮政编码为77230，INSEE市镇编码为77153。

## 政治
达马尔坦昂戈埃勒所属的省级选区为米特里-莫里县。

## 人口

1962-2008年间达马尔坦昂戈埃勒人口变化图示

达马尔坦昂戈埃勒于2022年1月1日时的人口数量为11508人。